# Santa-Maria-Formation
Die Santa-Maria-Formation ist eine lithostratigraphische Formation sedimentären Ursprungs aus der Mittleren Trias des südlichen Brasiliens. Sie gehört zur  Santa-Maria-Supersequenz aus der Rósario-do-Sul-Gruppe und damit zur im Paraná-Becken abgelagerten Gondwana II Supersequenz. Die Formation besitzt eine überaus reichhaltige Wirbeltierfauna.

## Etymologie
Die Formation ist nach der Stadt Santa Maria im brasilianischen Bundesstaat Rio Grande do Sul benannt worden.

## Stratigraphie
Die Santa-Maria-Formation kommt mit einer erosiven Diskordanz auf die unterlagernde Sanga-do-Cabral-Formation zu liegen, in die sie sich mit Sandsteinlinsen und Konglomeratlagen ihres untersten Members eingeschnitten hat. Im Hangenden geht sie mit einem allmählich erfolgenden Fazieswechsel in die auflagernde sandbetonte Caturrita-Formation über.
Die Santa-Maria-Formation wird in zwei Member unterteilt (von jung nach alt):
- Alemoa-Member
- Passo-das-Tropas-Member

### Sequenzstratigraphie
Die 200 Meter mächtige Santa-Maria-Supersequenz, ein Zyklus zweiter Ordnung, kann ihrerseits in Zyklen dritter Ordnung aufgetrennt werden (von jung nach alt):
- Santa-Maria-Sequenz 3 – Mata-Sandstein – Meeresspiegelhochstand
- Santa-Maria-Sequenz 2 – Caturrita-Formation (oberer Abschnitt) und Alemoa-Member (unterer Abschnitt) – bis 130 Meter – Transgression
- Santa-Maria-Sequenz 1 – Alemoa-Member und basales Passo-das-Tropas-Member – 50 Meter – Meeresspiegeltiefstand

Die Santa-Maria-Formation umfasst also die gesamte Santa-Maria-Sequenz 1 sowie den unteren Teil der Santa-Maria-Sequenz 2.

## Alter
Für die Santa-Maria-Formation sind noch keine absoluten Altersangaben vorhanden, sie wird jedoch aufgrund ihres Fossilinhalts ins Ladinium und Karnium gestellt.

## Verbreitungsgebiet
Das Verbreitungsgebiet der Santa-Maria-Formation ist auf den brasilianischen Bundesstaat Rio Grande do Sul beschränkt. Sie zieht in einem relativ schmalen (mit einer maximalen Ausstrichsbreite von rund 30 Kilometer), 250 Kilometer langen Band in Ost-West-Richtung von  Taquari bis nach Mata.

## Ablagerungsbedingungen und Fazies
Das Passos-das-Tropas-Member beginnt als «Lowstand Systems Tract» – bei abgesunkenem Meeresspiegel erodierte es stark in seine Unterlage, die Sanga-do-Cabral-Formation. Zur Ablagerung kamen feinkörnige bis konglomeratische Sandsteine,  untergeordnet auch rote Silt- und Tonsteine, die von sehr energiereichen Flüssen (Zopfströmen) mit relativ geringer Krümmung geliefert wurden. Es herrschten semiaride klimatische Bedingungen.
Das Alemoa-Member ist ein «Transgressive Systems Tract», bei ansteigendem Meeresspiegel wurden rote Tonsteine sedimentiert. Der in ihnen enthaltene frühdiagenetische Karbonatanteil lässt auf zusehends trockene klimatische Bedingungen schließen. Die Tonsteine kamen entweder in flachen Seen oder in Schwemmebenen eines ephemeren Zopfstromsystems zur Ablagerung. Letzterer Sedimentationsraum sowie die Rotfärbung der Sedimente deuten auf ein Klima mit ausgeprägten Jahreszeiten. Typlokalität des Alemoa-Members sind die Außenbezirke von Santa Maria.

## Fossilinhalt

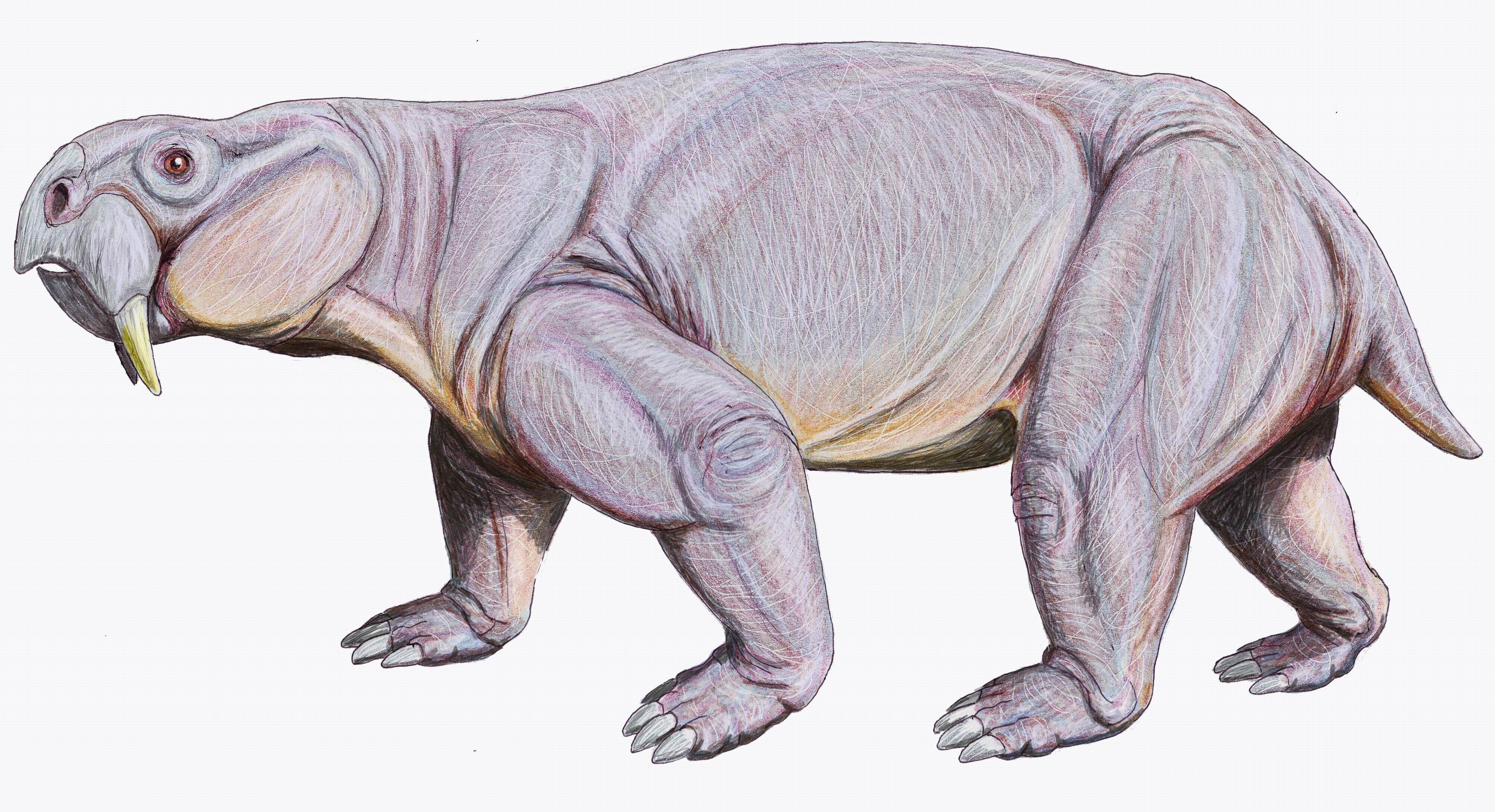
Dinodontosaurus

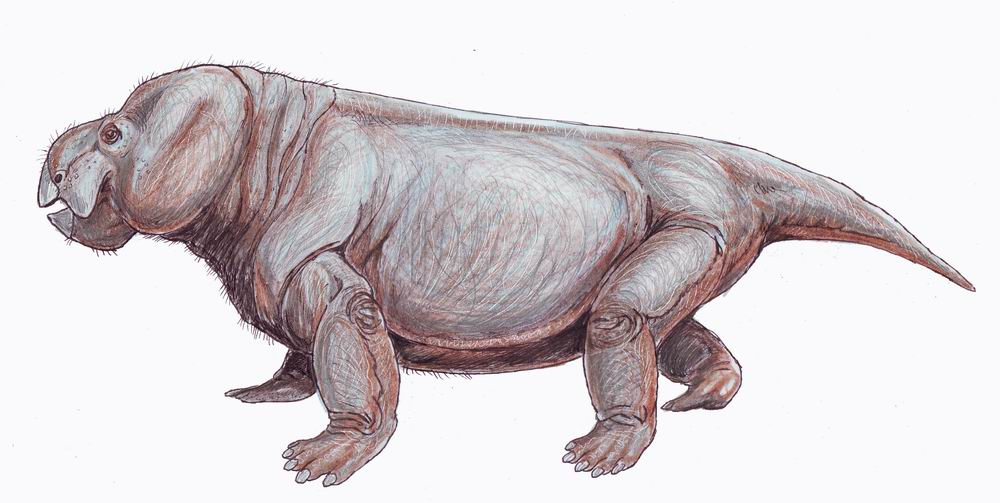
Stahleckeria

Die Santa-Maria-Sequenz 1 beherbergt eine bedeutende Vertebraten-Biozone, die «Dinodontosaurus Assemblage Zone», benannt nach dem Dicynodontier Dinodontosaurus pedroanum. Die Biozone ist aber nicht scharf definiert, so kann außerdem eine stratigraphisch etwas höher liegende Subzone ausgewiesen werden, die «Stahleckeria Zone», benannt nach Stahleckeria potens, ebenfalls ein Dicynodontier. Assoziiert mit der Dinodontosaurus -Biozone finden sich folgende Taxa:
- Barbarenasuchus brasiliensis – Archosaurier
- Candelaria barbouri – Owenetide (Temnospondyle)
- Chiniquodon theotonicus – Cynodontier
- Exaeretodon major – Cynodontier
- Ischigualastia – Dicynodontier
- Jachaleria candelariensis – Dicynodontier
- Luangwa sudamericana – Cynodontier
- Massetognathus ochagaviae – Cynodontier
- Prestosuchus chiniquensis – Archosaurier
- Procerosuchus celer – Archosaurier
- Protheriodon estudianti – Cynodontier
- Santacruzodon hopsoni – Cynodontier
- Spondylosoma absconditum – Archosaurier
- Traversodon stahleckeria – Cynodontier

Vertreten sind außerdem mehrere Traversodontiden und ein rhadinosuchider Archosaurier.
Die Hauptfundstellen liegen bei Chiniquá und Pinheiros.

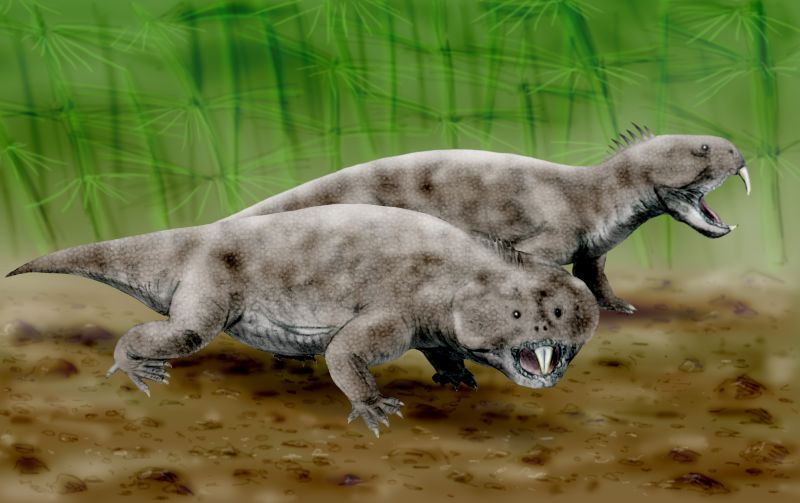
Hyperodapedon

Das Alemoa-Member im unteren Abschnitt der Santa-Maria-Sequenz 2 enthält ebenfalls eine sehr wichtige Vertebraten-Biozone, die «Hyperodapedon Assemblage Zone». Die Gattung Hyperodapedon gehört zu den Rhynchosauriern und tritt mit drei Arten auf:
- Hyperodapedon huenei
- Hyperodapedon mariensis
- Hyperodapedon sanjuanensis

Assoziiert mit der Hyperodapedon-Biozone sind zusätzlich folgende Taxa:
- Aetosauroides – Archosaurier
- Cerritosausus binsfeldi – Archosaurier
- Gomphodontosuchus brasiliensis – Cynodontier
- Prozostrodon brasiliensis – Cynodontier
- Rauisuchus tiradentes – Archosaurier
- Rhadinosuchus gracilis – Archosaurier
- Saturnalia tupiniquim – Dinosaurier
- Staurikosaurus pricei – Dinosaurier
- Teyuwasu barbarenai – Dinosaurier
- Therioherpeton cargnini – Cynodontier

Zu Tage traten außerdem die Überreste eines Temnospondylen.
Die Hauptfundstellen liegen in und um Santa Maria.